# アウト・オブ・ザ・ブルー (エレクトリック・ライト・オーケストラのアルバム)
『アウト・オブ・ザ・ブルー』 (Out Of The Blue) は、1977年に発表されたエレクトリック・ライト・オーケストラ (ELO) のアルバム。レコードでは2枚組4面だったが、CDでは1枚に収められている。ボーナス・トラックを含むリマスター版CDは2枚組である。
本作は、その音楽性とアルバム・ジャケット（宇宙船のイラスト）から「スペース・ロック」とも呼ばれたが、ロックやポップスの要素とストリングスの演奏が溶け合った作品である。メンバー7人によるELOの最後の作品であり（といっても、実質7人全員が参加した曲はほとんどない）、以後の作品では、ジェフ・リンの関心は、ストリングからキーボードへと移行し、さらにはよりシンプルなサウンドを目指すことになるのである。
アルバムには「ターン・トゥ・ストーン」「ジャングル」「ミスター・ブルー・スカイ」のような楽曲もあれば、「哀愁の果て」「ワイルド・ウエスト・ヒーロー」などのバラードも収録されている。ジェフ・リンの高い作曲能力が全編で発揮されており、予約のみで400万枚以上を記録した。レコード第3面（CDでは10曲目「雨に打たれて」以降、13曲目「ミスター・ブルー・スカイ」まで）は「雨の日のコンチェルト」と名付けられ、楽曲がメドレーで続いている。

## チャート記録
全英・全米アルバム・チャートで共に第4位を獲得。また、1978年の全英年間チャートでも第2位にランクインする大ヒットとなった。その他、世界各国でも軒並みチャート上位を記録した。

## 収録曲

### A面
1. ターン・トゥ・ストーン (Turn To Stone)
シングルカットされ、最高位13位。
2. 哀愁の果て (It's Over)
シングルカットされた。夏の終わりを歌った曲。2007年に、ヒップホップ・アーティストウィル・アイ・アムの楽曲「Over」のサンプリングに使用されている。
3. スウィート・トーキン・ウーマン (Sweet Talkin' Woman)
シングルカットされ、イギリスで6位、アメリカで17位。
4. 国境の彼方 (Across The Border)

### B面
1. ナイト・イン・ザ・シティ (Night In The City)
ハイテンポのディスコナンバー。夜の都会の騒音（を模したシンセサイザー）の音がムーディ。この曲から3曲は「夜」にまつわる曲が並べられている。
2. スターライト (Starlight)
スローテンポのディスコナンバー。いくつかのベスト盤にも収録。
3. ジャングル (Jungle)
動物の鳴き声やターザンの声（を模したメンバーの声）が挿入された愉快なナンバー。ドイツ語のコーラスも聞かれる。
4. ビリーヴ・ミー・ナウ (Believe Me Now)
幕間のような小曲。ヴォコーダーで「Believe Me Now」と歌われている。
5. ステッピン・アウト (Steppin' Out)
シングルカットなどはされていないが、近年のライヴでは定番となっている。

### C面　雨の日のコンチェルト（Concerto For A Rainy Day）
1. 雨にうたれて (Standin' In The Rain)
冒頭にヴォコーダーで「Concerto for a Rainy day」という歌詞がささやかれる。ELO PartⅡがコンサートで好んで演奏していた。
2. ビッグ・ウィールズ (Big Wheels)
3. サマー・アンド・ライトニング (Summer And Lightning)
4. ミスター・ブルー・スカイ (Mr. Blue Sky)
シングルカットされ、チャートでは目立ったヒットにならなかったものの、ELOを代表する一曲になっている。ジェフ・リンのグラミー賞授賞式でも、この曲が演奏された。
雨がやんだ後の青空への喜びを表すかのような内容となっており、テンポのよく元気あふれるピアノやベースラインが特徴。2008年ANAのCM曲として、本物そっくりに演奏されたカバーバージョンが使用された。

### D面
1. スウィート・イズ・ザ・ナイト (Sweet Is The Night)
ケリー・グロウカットとリードヴォーカルを分け合っている。
2. ザ・ホエール (The Whale)
シンセサイザーの音色を最大限に生かした、インストルメンタル。環境保護ソングであり、捕鯨のドキュメンタリーを見たことがきっかけで書かれた。
3. バーミンガム・ブルース (Birmingham Blues)
ジェフ・リンの故郷であるバーミンガムへの哀愁（ブルース）を歌った曲。
ラプソディー・イン・ブルーの一部を流用している。
4. ワイルド・ウエスト・ヒーロー (Wild West Hero)
シングルカットされ、ベスト盤「The Very Best of Electric Light Orchestra」にも収録されたが、日本盤では「トワイライト」が収録される都合上でオミットされた。

リマスター盤のボーナス・トラック
1. ワイルド・ウエスト・ヒーロー[ホーム・デモ] (Wild West Hero (Alternate Bridge – Home Demo))
2. ザ・クイック・アンド・ザ・ダフト (The Quick and the Daft)
3. ラティテュード 88 ノース (Latitude 88 North)
2007年の再発の際にシングルカットされた。